# Heidi Weng
Heidi Weng (Lørenskog, 20 de julio de 1991) es una deportista noruega que compite en esquí de fondo.
Participó en dos Juegos Olímpicos de Invierno, obteniendo una medalla de bronce en Sochi 2014, en la prueba de 15 km, y el octavo lugar en Pyeongchang 2018 (30 km).
Ganó once medallas en el Campeonato Mundial de Esquí Nórdico entre los años 2013 y 2025.

## Palmarés internacional
| Juegos Olímpicos   | Juegos Olímpicos       | Juegos Olímpicos  | Juegos Olímpicos     |
| Año                | Lugar                  | Medalla           | Prueba               |
| ------------------ | ---------------------- | ----------------- | -------------------- |
| 2014               | Sochi (Rusia)          | Medalla de bronce | 15 km                |
| Campeonato Mundial |                        |                   |                      |
| Año                | Lugar                  | Medalla           | Prueba               |
| 2013               | Val di Fiemme (Italia) | Medalla de oro    | Relevo 4 × 5 km      |
| 2013               | Val di Fiemme (Italia) | Medalla de bronce | 15 km                |
| 2015               | Falun (Suecia)         | Medalla de oro    | Relevo 4 × 5 km      |
| 2017               | Lahti (Finlandia)      | Medalla de oro    | Velocidad por equipo |
| 2017               | Lahti (Finlandia)      | Medalla de oro    | Relevo 4 × 5 km      |
| 2017               | Lahti (Finlandia)      | Medalla de plata  | 30 km                |
| 2019               | Seefeld (Austria)      | Medalla de plata  | Relevo 4 × 5 km      |
| 2021               | Oberstdorf (Alemania)  | Medalla de oro    | Relevo 4 × 5 km      |
| 2021               | Oberstdorf (Alemania)  | Medalla de plata  | 30 km                |
| 2025               | Trondheim (Noruega)    | Medalla de plata  | 50 km                |
| 2025               | Trondheim (Noruega)    | Medalla de plata  | Relevo 4 × 7,5 km    |